# Ernest Fraeys de Veubeke
Ernest Joseph Emmanuel Marie Fraeys de Veubeke (Brugge, 19 maart 1852 - Lausanne, 15 oktober 1918) was een Belgisch senator.

## Biografie

### Familie
Ernest Fraeys de Veubeke was een van de zes kinderen van de in Torhout geboren Henri-Constant Fraeys (1812-1897), notaris en gemeenteraadslid van Brugge, en Honorine Bové (1810-1889). Hij was de broer van:
- René Fraeys de Veubeke (1844-1926), notaris, schepen van Brugge en voorzitter van de provincieraad van West-Vlaanderen,
- Albert Fraeys de Veubeke (1850-1917), hoofdingenieur van de Belgische spoorwegen,
- Maurice Fraeys de Veubeke (1853-1924), advocaat en rechter in Brugge.

Hij trouwde in 1878 met Marie-Elisabeth Terrier (1853-1924) en mocht bij KB van 15 april 1910 de Veubeke aan zijn naam toevoegen, zoals verschillende andere leden van de familie. Hun dochter Marie-Henriette (°1888) trouwde met een zoon van baron Charles de Coninck de Merckem, burgemeester van Merkem, volksvertegenwoordiger en senator.

### Loopbaan
In Ieper was Fraeys bankier. Tijdens de schoolstrijd was hij weldoener van de katholieke scholen.
Hij werd gemeenteraadslid en schepen van Ieper (1900-1903 en 1908-1914). In 1891 werd hij verkozen tot provincieraadslid en bleef dit mandaat uitoefenen tot in 1912.
In 1912 werd hij verkozen tot katholiek senator voor het arrondissement Kortrijk-Ieper en vervulde dit mandaat tot aan zijn dood. Hij bracht de Eerste Wereldoorlog door in Zwitserland.